# Szicíliai vecsernye
Szicíliai vecsernyének (Vespri siciliani) az 1282-ben I. (Anjou) Károly uralma ellen kitört szicíliai felkelést nevezik.

## Előzményei
A középkori pápaság egyik alapvető célkitűzése volt, hogy egész Európán átívelő, egyetemes pápai birodalmat hozzon létre. Ebben viszont méltó ellenfélre talált az egyetemes császárság eszméjéhez ragaszkodó Hohenstaufenekben. II. Frigyes halála után elsősorban a Hohenstauf-uralom újbóli megerősödését akarták megakadályozni, de ez nem volt könnyű, hiszen a tehetséges és ambiciózus Szicíliai Manfréd viszonylag hamar uralma alá hajtotta egész Itáliát. Még rémisztőbbnek tetszett Szent Péter székéből, hogy Manfréd nem volt német király. Semmi köze nem volt az Alpokon túli viszonyokhoz, így minden energiáját és hatalmát a félsziget köthette le.
Mivel Róma saját hűbérének tekintette a Szicíliai Királyságot (bár II. Roger a pápa engedélye nélkül koronáztatta meg magát), Frigyes halála után „visszavette” a trónt a Staufoktól. Manfréd uralma így pápai szemszögből nem volt se legális, se kívánatos. A pápai elvárásoknak megfelelő uralkodó-jelöltet külföldön kellett keresni. IV. Ince, majd IV. Sándor pápa egyaránt az angol udvar felé tájékozódott, hiszen a hírek szerint az elég gazdag volt ahhoz, hogy méltó sereget tudjon felállítani és elég távol ahhoz, hogy közvetlenül ne tudjon bármikor beavatkozni az itáliai ügyekbe. Az ifjú Hajlotthátú Edmund jó választásnak látszott, csak éppen az angol bárók nem kívánták finanszírozni az egyébként sem túl kedvelt III. Henrik angol király legkisebb fiának e távoli kalandját. Az ő ellenállásukon megbukott a terv, Edmund Lancaster első grófja maradt, és nem lett Szicília királya.
IV. Sándor után a konklávé egy franciát, Jeruzsálem pátriárkáját választotta pápává, és ő a IV. Orbán nevet vette fel. A széles látókörű, a diplomáciában jártas Orbán kinevezése észszerűnek látszott, a francia főpap pedig nem meglepő módon francia jelöltet szánt a szicíliai trónra.

### Anjou Károly
Az új kiszemelt IX. (Szent) Lajos francia király öccse lett. Károly herceg születésekor Anjou és Maine gazdag grófságait kapta, majd felesége révén megörökölte az akkor a Német-római Birodalmamhoz tartozó Provence grófságot, majd megszerezte Marseille-t és néhány kisebb piemonti területet is. A hatalmas vagyonú, rendkívül becsvágyó fiatalember tökéletes választásnak tetszett: Orbánnak erős kezű, határozott férfira volt szüksége, hogy letörje Manfréd itáliai uralmát. Nemsokára azonban magának a pápának is rá kellett ébrednie ember, hogy a pápaság megmentőjének szánt jelöltje elsősorban saját érdekeit nézi.
A Károllyal kötött szerződés tartalmazta, hogy a Birodalom területéhez tartozó itáliai részeken a király semmiféle tisztséget nem vállalhat, és ha a pápa úgy dönt, hogy megfosztja őt a trónjától, akkor nem követelhet alattvalóitól hűbéri szolgálatokat. Károly azonban kihasználta a pápa szorongatott helyzetét és elfogadta a római néptől a város tényleges vezetőjének posztját jelentő szenátor címet, és kikötötte, hogy csak akkor hajlandó Itáliába indulni, ha a szerződésből törlik azt a záradékot, amely lehetővé teszi, hogy a pápa felmenthesse alattvalóit esküjük alól.

### Az Anjou-invázió
Manfréd ekkor megpróbálkozott egy utolsó diplomáciai manőverrel: Balduin konstantinápolyi excsászárt Párizsba küldte, hogy Szent Lajost megpróbálja lebeszélni az öccse hadjáratának támogatásáról. Lajos király még mindig egy keresztes hadjáratról álmodozott, és Manfréd ajánlata, hogy szerint tartja magát régebbi ígéretéhez, tehát hajlandó pénzzel és sereggel támogatni egy Konstantinápoly elleni hadjáratot, majdnem levette a lábáról a szentéletű uralkodót. Balduin futárt is küldött Manfrédhoz, hogy egy magas rangú és megbízható főpapot is küldjön Párizsba, és akkor megoldható a dolog. Lajos sokáig habozott, mert Konradint is jogos uralkodónak tartotta, de végül mégis öccse javára döntött, és engedélyt adott a hadjáratra. Ebben valószínűleg közrejátszott az is, hogy Manfréd küldöttsége végül nem jutott el hozzá, Károly ugyanis börtönbe vetette a Provence-on átutazó küldötteket.
A dolgot bonyolította, hogy Orbán időközben elhunyt. Kiderült azonban, hogy előrelátó pápa volt: több tucat francia bíborost nevezett ki, így a konklávé nagyon gyorsan arra a következtetésre jutott, hogy célszerű ismét egy franciabarát pápát választani — IV. Kelemen pedig aki hamar nyilvánvalóvá tette, hogy mindenben támogatja elődje jelöltjét.
Anjou Károly rendkívül tehetséges uralkodó volt, aki nagyon alaposan megszervezte hadjáratát. Az Észak-Itálián átvezető és onnan délre forduló hadiutat szegélyező összes nagyobb guelf várossal (Milánó, Bergamo, Como, Ferrara) szerződéseket kötött és pénzelte őket, hogy kössék le a ghibellin erőket. Kihasználta azt is, hogy Genova éppen nem volt jóban Manfréddal egy korábbi konstantinápolyi esemény miatt: a genovai kolónia Manfréd pénzén és felbujtására vezető részt vett egy, a bizánci császár meggyilkolására szőtt összeesküvésben. Az összeesküvők lelepleződtek, a genovaiak kereskedelmi kiváltságait megnyirbálták, Manfréd pedig következetesen tagadott mindent. Ezért bár Genova nem támogatta Károlyt, úgy döntött, hogy akadályozni sem fogja.
Károlynak így Lombardián és Piemonton keresztül szabad útja nyílt dél felé. 1265. október elsején nagy hadsereg hagyta el a Lyont: a kortársak szerint hatezer nehézlovas, hatezer lovas íjász, tízezer számszeríjász és tízezer pikás gyalogos indult el a francia területekről. 1266 januárjában már Rómában voltak, miután nagyobb gond nélkül áthaladtak Észak-Itálián. Károly februárban érte utol a szintén sereget gyűjtő és folyamatosan visszavonuló Manfrédot. 1266. február 26-án reggel a Benevento városa melletti síkon találkozott a két sereg. Manfréd némileg több emberrel érkezett, de csapatai legnagyobb része könnyű fegyverzetű lucerai arabok, és kevésbé megbízható olasz katona volt. 1200 fős német nehézlovassága hiába gázolta le a francia gyalogságot, az arabok és az itáliaiak végül nem bírták a képzett francia erők nyomását, és magukra hagyták őket, A többszörös túlerőnek már a nehézlovasok sem tudtak ellenállni. A királyi kíséretét és magát Manfréd királyt is lemészárolták a csatatéren. Anjou Károly előtt immár nyitva állt az út Szicília trónja felé.

## Az Anjou Szicília
„A mi kedvelt Károly fiunk békésen birtokba vette az egész királyságot, a kezére került ama pestises ember hullája, a felesége, a gyermekei és a kincstára is.” - írta a pápa a legátusainak szerte Európába a beneventói csata után. És igaza volt. Károly csapatai gyakorlatilag érdemi ellenállás nélkül szállhatták meg a szárazföldi területeket és Szicíliát is. Manfréd korábbi leghűségesebb támogató, a lucerai arabok, és a dél-itáliai nemesek feltétel nélkül hódoltak be az új uralkodónak, aki érzékeltette, hogy nem kíván bosszút állni. Nagyon kevés birtokot kobozott el, és általános amnesztiát hirdetett. Tisztviselői hamar bejárták az egész országot, és összeírtak minden addig fizettet adónemet, majd ígértet tett, hogy újakat nem fog bevezetni. Úgy tűnt, hogy a francia rendszer adaptálása rendezett és jóindulatú kormányzatot fog hozni a sokat szenvedett királyságnak. Az adók azonban, hiába szedték be őket nagyobb visszaélések nélkül, magasak voltak, és Károly, valamint francia udvara nem vett figyelembe, hogy az olaszok jobban szerettek volna egy könnyebb rendszert, még ha az korruptabb is. Nem telt bele pár év, és a maga korában egyébként nem túl népszerű Manfréd időszakára nosztalgiával emlékeztek a szicíliaiak.

### Az utolsó Hohenstauf, Konradin
Miután Károly rendezte új királysága viszonyait, és a pápai ellenérzést letörve kiterjesztette fennhatóságát Közép- és Észak-Itália legnagyobb részére is, jelentkezett az első nagyobb probléma: az elfeledett Hohenstauf-herceg, Konradin, körülvéve Manfréd hozzámenekült egykori udvaroncaitól, úgy döntött, hogy ideje átvenni jogos örökségét, a szicíliai királyságot. Az amnesztiát kapott egykori udvari előkelők lassan, de biztosan szinte mind egy szálig átszivárogtak a bajor udvarban nevelkedett, ekkor alig tizenöt éves Konradinhoz, így egyre inkább várható volt, hogy az ifjú herceg sereggel készül majd Itália ellen.
Az optimista pápa 1267 szeptemberében azt írta Anjou Károlynak, hogy nem hiszi, hogy Konradin valaha is képes lesz sereget összegyűjteni, hogy délre jöjjön. Pedig a német csapatok ekkor már a Brenner-hágónál jártak, és megállíthatatlanul közeledtek Itália felé. A főként bajor katonákból, és jó néhány önkéntes német hercegből (köztük a rendkívül agilis és nagyratörő Habsburg Rudolffal) álló sereg nagyobb akadályok nélkül jutott le egészen Rómáig, ahol lelkes üdvözlés fogadta. A korabeli források szerint még soha nem üdvözölték ilyen sokan és ilyen őszintén a pápa ellenségét a Szent Városban. Konradin azonban nagy hibát vétett: úgy gondolta, hogy számban kisebb seregével még azelőtt kell megtámadnia Károlyt, mielőtt az még nagyobb sereget gyűjt, így Tagliacozzo városánál – kissé elhamarkodottan – csatát vállalt. Az elmúlt évek itáliai hadjáratainak francia veteránjai végül legyőzték az egyébként jobban felszerelt német nehézlovasságot. Konradin embereinek legnagyobb része holtan maradt a csatatéren, a többi menekülőt pedig – vele együtt – kisebb csapatok fogdosták össze Itália különböző területein. A pápa sürgetésére Károly úgy döntött, hogy az utolsó Hohenstaufnak meg kell halnia, hogy uralma biztosított legyen. Az alig 16 éves Staufot bíróság elé állították, majd kivégezték.

### Károly, Szicília királya
Károlynak két nagy győzelem biztosította a királyságot. De Manfréd halála, majd az egyébként jogos trónkövetelő Konradin kivégzése elég sok ellenséget szerzett neki szerte Európában. A legvészjóslóbb dolog az volt, hogy Manfréd legidősebb lánya, Konstancia Barcelonában élt mint az aragóniai trónörökös, Péter felesége. Anjou Károly, Szicília újdonsült királya folytatta elődei politikáját, és kiterjedt mediterrán birodalom kiépítésébe kezdett. Ráadásul francia volt, és a franciák büszkék voltak az általuk kialakított Konstantinápolyi Latin Császárságra, és elkeserítette őket annak eleste. Károly pedig Konstantinápolyra vágyott - és ezzel olyan ellenséget szerzett magának, akire nem is gondolt, hogy veszélyes lehet: a bizánci császárt. Először 1270-ben szándékozott újonnan szervezett hatalmas seregével kelet felé hajózni, de bátyja, Szent Lajos újonnan tervezett keresztes hadjárata Tunisz ellen keresztülhúzta számításait: mégsem járhatott a saját feje után, miközben Európa leghatalmasabb uralkodója, a testvére, fontos hadjáratra készül…
A Károllyal és katonáival megerősített francia sereg azonban szervezetlenül vágott neki az ostromnak, és hamar kitörtek a járványok: két héttel megérkezésük után már a sereg fele beteg, Szent Lajos király pedig halott volt.
Károly király ezzel elveszítette legfontosabb támogatóját, a francia királyt, de ő továbbra is masszívan a keleti hadjárat mellett kardoskodott. A konstantinápolyi császár, hogy megelőzze a bajt, tárgyalásokat kezdett a pápai udvarral az egyházszakadás felszámolásáról. A pápa, aki bízott a tárgyalás sikerében, megtiltotta Károlynak, hogy hadjáratot indítson Bizánc ellen. Hiába volt azonban a lyoni zsinat látszólagos sikere, Mihály császárnak otthon nem sikerült elfogadtatnia a pápai fennhatóságot a keleti egyház felett, így az egyházszakadás maradt, az ellenségeskedés pedig kiújult: Károly kiépítette szövetségi rendszerét a Balkánon (Athéni Hercegség, Szerbia, Bulgária).
Ekkor úgy tűnt, hogy Konstantinápoly ellenségektől körülvéve várja 1282 tavaszát, amikorra Károly meghirdette hadjáratát. A keleti császár azonban veszélyesebb ellenfél volt, mint ahogyan nyugaton képzelték.

## A felkelés kirobbanásának okai
Az események kezdete az egyik változat szerint az volt, hogy Károly a szicíliaiakra is kiterjesztette az első éjszaka jogát (droit du seigneur). A menyasszonyokat arra kényszerítették, hogy házasságuk első éjszakáját a helyi nemes úrral töltsék, és csak ezután élhettek férjükkel. Ha a menyasszony nemes volt, akkor az első éjszakát egy francia tiszttel kellett töltenie, ha parasztlány volt, akkor egy francia közemberrel. Károly erősen meg is adóztatta a helyieket, hogy finanszírozza nagyratörő terveit.
Steven Runciman történész szerint a szicíliaiak ünnepi előkészületekkel foglalkoztak, amikor francia hivatalnokok jöttek, hogy csatlakozzanak hozzájuk és igyanak. Egy Drouet nevű őrmester kiragadott egy fiatalasszonyt a tömegből és ajánlatokat tett neki, mire az asszony férje késsel megölte. Amikor a többi francia bosszút akart állni bajtársuk haláláért, a szicíliaiak valamennyiüket felkoncolták, miközben Palermo templomaiban esti áhítatra szólították a hívőket.
Leonardo Bruni szerint a felkelés akkor kezdődött, amikor Palermón kívül egy fesztiválon a franciák fegyverek után kutattak, és eközben a szicíliaiak asszonyait fogdosták.
Ismét egy másik változat szerint a felkelés azután kezdődött, hogy egy szicíliai asszony templomba ment Palermóban, hogy megkeresse fiatal lányát, aki egész napját imádkozással töltötte volna, ám egy francia katona megerőszakolta. Az asszony kirohant az utcára, azt kiáltva : Ma fia! Ma fia! (A lányom! A lányom!) Egyes magyarázatok szerint ebből alakult ki a maffia szó.

## A lázadás

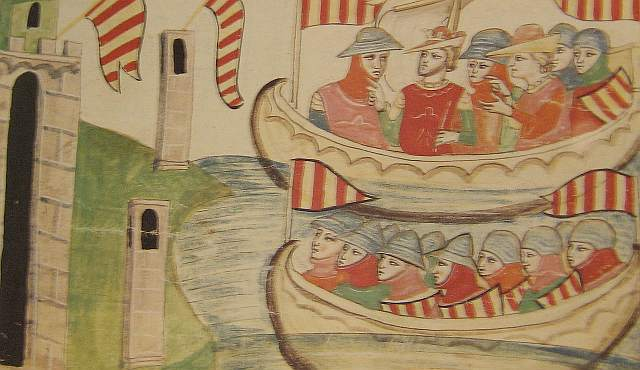
Az aragónok érkezése a Vatikáni Könyvtár képén

1282-ben Anjou Károly, Szicília, Jeruzsálem és Albánia királya, Provence, Anjou és Maine grófja, Akhaia régense, Tunisz hűbérura és Róma szenátora a kor leghatalmasabb uralkodójának számított. Vele szemben csak az aprócskára zsugorodott Konstantinápoly állt — legalábbis Károly így gondolta. Péter, az újdonsült aragóniai király, Manfréd lányának férje azonban úgy vélte, hogy ideje érvényesítenie feleségének trónigényét. Ebben nagy szerepe volt Giovanni da Procidának, Frigyes, majd Manfréd egykori orvosának és diplomatájának, aki Károly kérlelhetetlen ellenfeleként ekkor már Aragóniában volt kancellár. 1282 első hónapjaiban hatalmas mennyiségű bizánci arany vándorolt ki, szerte a Mediterráneumban. Ügynökök tucatjai szállítottak információkat és pénzt Szicíliába és Aragóniába.
1282 húsvétja viszonylag korai időpontra, március 31-ére esett. A palermói katedrális körül az esti vecsernyére (esti mise, áhítat) gyűlő tömegben tapintani lehetett a feszültséget. Amikor egy Drouet nevű francia őrmester kicsit ittasan egy szicíliai asszonyt kezdett molesztálni, kirobbant az addig visszafojtott feszültség. A sértett férj leszúrta a bizalmaskodó tisztet, majd a tömeg felkoncolta a közelben tartózkodó, tisztjük segítségére siető katonákat. A vecsernyére hívó harangok hangjára a fegyverre kapott város reggelre lemészárolta Palermo 2000 fős francia kolóniáját. A Szicíliában állomásozó francia katonák megtanulták a szicíliai nyelvet és egyesek szicíliai lányt vettek feleségül. A felkelő nemcsak a francia katonákat mészárolták le, de szicíliai házastársaikat is. A pánikba esett francia katonák eldobták egyenruhájukat, és megpróbáltak elvegyülni a tömegben, de bármiloy jól beszélték is a helyi nyelvjárást, idegenes kiejtésük elárulta őket. Ha feltételezték valakiről, hogy francia, arra kérték, hogy mondja ki a „Ceceri” (csicseriborsó) szót. A szicíliaiak ezt a szót egy lágy „ch” hanggal, a franciák azonban kemény „k”-val ejtették ki, ami után rendszerint azonnal meg is csonkították őket.
A felkelés híre gyorsan terjedt: alig két hét alatt a lázadók kezére került Messina kivételével az egész sziget. Messinában több ezer fős helyőrség védte a híres Mategriffon várat. A kikötőben állomásozott Károly egész flottája, amelynek két hét múlva kellett volna Konstantinápolyba indulnia, a szicíliaiak azonban majdnem pontosan egy hónappal a palermói események után éjjel felgyújtották az Anjou-flottát, és körbevették az erődöt. Messina is elesett.
Károly csak ekkor ismerte fel, hogy a lázadás sokkal nagyobb, mint gondolta. A szicíliai felkelőket hamarosan aragóniai fegyverek erősítették meg bizánci pénzből, de az Anjou-birodalom ellen még ez is kevés lett volna. A szicíliaiak ekkor hivatalosan behívták uralkodójuknak Manfréd lányát, Konstanciát és férjét, Péter aragón királyt. A hatalmas aragón sereg és flotta hamarosan megszállta a szigetet, és Ruggiero di Lauria, korának legnagyobb admirálisa vezetésével rettegésben tartotta az egész szárazföldi partszakaszt; néha még Nápoly kikötőjét is blokád alá vonták.

## Következményei
Károly terveit összeomlasztotta flottája pusztulása és az aragóniai sereg beavatkozása. A bizánci pénzzel támogatott, a szicíliaiak segítségét élvező Péter nemcsak a szigetet szállta meg, de még a szárazföldön is üldözni tudta Károlyt. 1285-ben azonban meghalt szinte minden fontosabb résztvevő:
- Péter aragóniai király,
- Anjou Károly és unokaöccse, Merész Fülöp francia király, aki még egy sikertelen kereszteshadjáratot is indított Aragónia ellen nagybátyja támogatására és
- IV. Márton pápa, az Anjouk támogatója is.

A dolgok szép lassan rendeződtek, még ha akkoriban úgy is tűnt, hogy a kialakult helyzet nem lesz hosszú életű: Szicília az Aragóniai-ház egyik mellékágáé lett először, majd 1409-ben végleg Aragóniához csatolták. Bizánc megmenekült a negyedik keresztesháborút követő időszak legnagyobb fenyegetésétől, és még kétszáz évet kapott ragyogó haldoklására. A nápolyi Anjouk felismerték, hogy a mediterrán terjeszkedés nyugaton, délen és keleten is meghaladja lehetőségeiket, ezért figyelmüket inkább Közép-Európára irányították.
Amikor Anjou Károly fia, II. Károly 1270-ben feleségül vette Magyarországi Mária hercegnőt, V. István lányát, talán még senki sem gondolta, hogy az Anjou-ház újabb fénykorát Anjou Károly dédunokája, Károly Róbert magyarországi trónra kerülése hozza el 1307-ben. Amint azonban a magyar Anjouk ismét Közép- és Dél-Itália felé nyújtották ki kezüket, és kapcsolatot igyekeztek kialakítani déli és közép-európai birtokaik között, a lehetőségek ismét meghaladták képességeiket. A szárazföldi területek nápolyi központtal egészen 1442-ig az Anjouk kezén maradtak, majd II. Péter aragóniai utódai szállták meg a területet, 150 év kettészakítottság után az egykori normann Hauteville-ház Szicíliai Királysága újra egy kézben egyesült.
Ez a felkelés ihlette Giuseppe Verdi A szicíliai vecsernye (Les vêpres siciliennes) című, 1855-ben írt operáját.